# Livre rouge
Pour les articles homonymes, voir Livre rouge (homonymie).
Le Livre rouge était un registre où figuraient les dépenses, généralement méconnues, de la monarchie sous les règnes de Louis XV de France et de Louis XVI de France. Appelé « Livre rouge » en raison la couleur de sa reliure en maroquin. L'Assemblée Nationale a décidé l'impression de diverses publications sur le sujet sous le titre Le livre rouge, achevé d'imprimé le 7 avril 1790 .
Après la Journée du 10 août 1792, à la suite de l'emprisonnement du roi et de sa famille dans la Tour du Temple le 13 août 1792, les sans-culottes firent un grand tapage après la découverte aux Tuileries d'autres Livres rouges. La Convention ordonna que fut réimprimé ce petit livre, le considérant comme une pièce compromettante pour la royauté. Mais rien dans ce livre n'était secret puisque Jacques Necker lui-même en avait eu connaissance, ainsi que le Comité des pensions de l'Assemblée constituante. Ce dernier distribua les dépenses en dix chapitres le 15 mars 1790 :
- frères du roi (comte de Provence et comte d'Artois), 28 millions de livres environ ;
- dons et gratifications, 6 millions ;
- pensions et traitements, 2 millions ;
- aumônes, 254 000 livres ;
- indemnités avancées et prêts, 15 millions ;
- acquisitions, charges, 21 millions ;
- affaires de finances, moins de 6 millions ;
- affaires étrangères et postes, 136 millions. Cette somme est la plus importante de toutes ;
- dépenses personnelles du roi et de la reine, 11,5 millions ;

Le total des dépenses atteignant un peu moins de 228 millions de livres.

## Source bibliographique
- Histoire et dictionnaire de la Révolution française 1789-1799 de Jean Tulard, Jean-François Fayard, Alfred Fierro